# Ladó (fill d'Oceà)
Segons la mitologia grega, Ladó (en grec antic Λάδων), fou un déu fluvial, fill d'Oceà i de Tetis. Era venerat a l'Arcàdia, on se situa el riu homònim.
Casat amb Estimfalis, va tenir dues filles, la nimfa Dafne i Mètope, casada amb el déu-riu Asop. Es diu també que Dafne no és filla d'Estimfalis, sinó de Gea, la Terra.
Va protegir la nimfa Sírinx, quan, perseguida per Pan, cercà refugi dins el riu.